# Altıyol, Dargeçit
Altıyol là một xã thuộc huyện Dargeçit, tỉnh Mardin, Thổ Nhĩ Kỳ. Dân số thời điểm năm 2010 là 636 người.